# Лука Рамбальді
Лука Рамбальді (9 грудня 1994 , Феррара, Емілія-Романья ) — італійський веслувальник, срібний призер Олімпійських ігор 2024 року, чемпіон світу та Європи, призер чемпіонатів світу та Європи.

## Виступи на Олімпіадах
| Олімпіада  | Дисципліна     | Місце |
| ---------- | -------------- | ----- |
| Токіо 2020 | парні четвірки | 5     |
| Париж 2024 | парні четвірки | 2     |

## Зовнішні посилання
- Лука Рамбальді на сайті World Rowing (англійська)
- Лука Рамбальді на сайті Olympics.com (англійська)
- Лука Рамбальді на сайті Olympedia (англійська)